# Đỗ Văn Ninh (đại tá)
Đỗ Văn Ninh (3 tháng 3 năm 1939 – 20 tháng 2 năm 2023) là một Anh hùng Lực lượng vũ trang của Quân đội nhân dân Việt Nam, hàm Đại tá, nguyên Phó tư lệnh kiêm Tham mưu trưởng của Binh chủng Đặc công.

## Cuộc đời
Đỗ Văn Ninh sinh ngày 3 tháng 3 năm 1939 tại phường Ninh Xá, thành phố Bắc Ninh, tỉnh Bắc Ninh. Ông nhập ngũ từ tháng 8 năm 1964 và được kết nạp vào Đảng Cộng sản Việt Nam 1 năm sau đó. Từ năm 1967 đến 1975, ông tham gia chiến đấu ở chiến trường miền Đông Nam Bộ, chỉ huy đơn vị tham gia hơn 50 trận đánh, phá hủy nhiều máy bay, xe quân sự và các phương tiện chiến tranh của quân lực Việt Nam Cộng hòa và quân đội Hoa Kỳ. Ngày 15 tháng 5 năm 1969, ông tham gia trận đánh căn cứ Têchnich ở Tây Ninh, chỉ huy tiểu đoàn giết hơn 500 quân địch, trong đó có 1 đại tá Hoa Kỳ, phá hủy 13 khẩu pháo và nhiều hầm ngầm, lô cốt.
Năm 1972, ông đã trực tiếp tham gia và chỉ huy trận đánh phá hủy Tổng kho Long Bình và sân bay Biên Hòa trong Chiến tranh Việt Nam. Ngày 13 tháng 8, ông chỉ huy 2 tiểu đoàn đặc công 9, 12 và đại đội 53 thuộc Trung đoàn Đặc công 113 tập kích khu kho 53 của Tổng kho Long Bình, phá hủy hàng trăm tấn bom đạn, thuốc nổ và xăng dầu. Lúc bấy giờ ông mang quân hàm Thiếu tá và là Trung đoàn trưởng Trung đoàn đặc công 113 thuộc Bộ Tư lệnh Đặc công. Về sau, có 4 cá nhân thuộc Trung đoàn 113 đã từng tham gia trận đánh tại Tổng kho Long Bình được nhà nước Việt Nam phong tặng danh hiệu Anh hùng Lực lượng vũ trang nhân dân, trong đó có Đỗ Văn Ninh.
Tháng 9 năm 1978, ông tiếp tục chỉ huy trung đoàn tham gia Chiến dịch biên giới Tây Nam và làm nhiệm vụ quốc tế tại Campuchia. Đến năm 1982, ông trở thành Phó tư lệnh Binh chủng Đặc công và đảm nhiệm vai trò này cho đến khi về hưu. Ngày 20 tháng 2 năm 2023, ông qua đời tại nhà riêng, thọ 84 tuổi.

## Khen thưởng
- Huân chương Bảo vệ Tổ quốc hạng Nhì, Ba;
- Huân chương Chiến công hạng Nhì, Ba;
- Huân chương Chiến sĩ vẻ vang hạng Nhất, Nhì, Ba;
- Huy chương Quân kỳ Quyết thắng.[7]